# Nvidia NV1

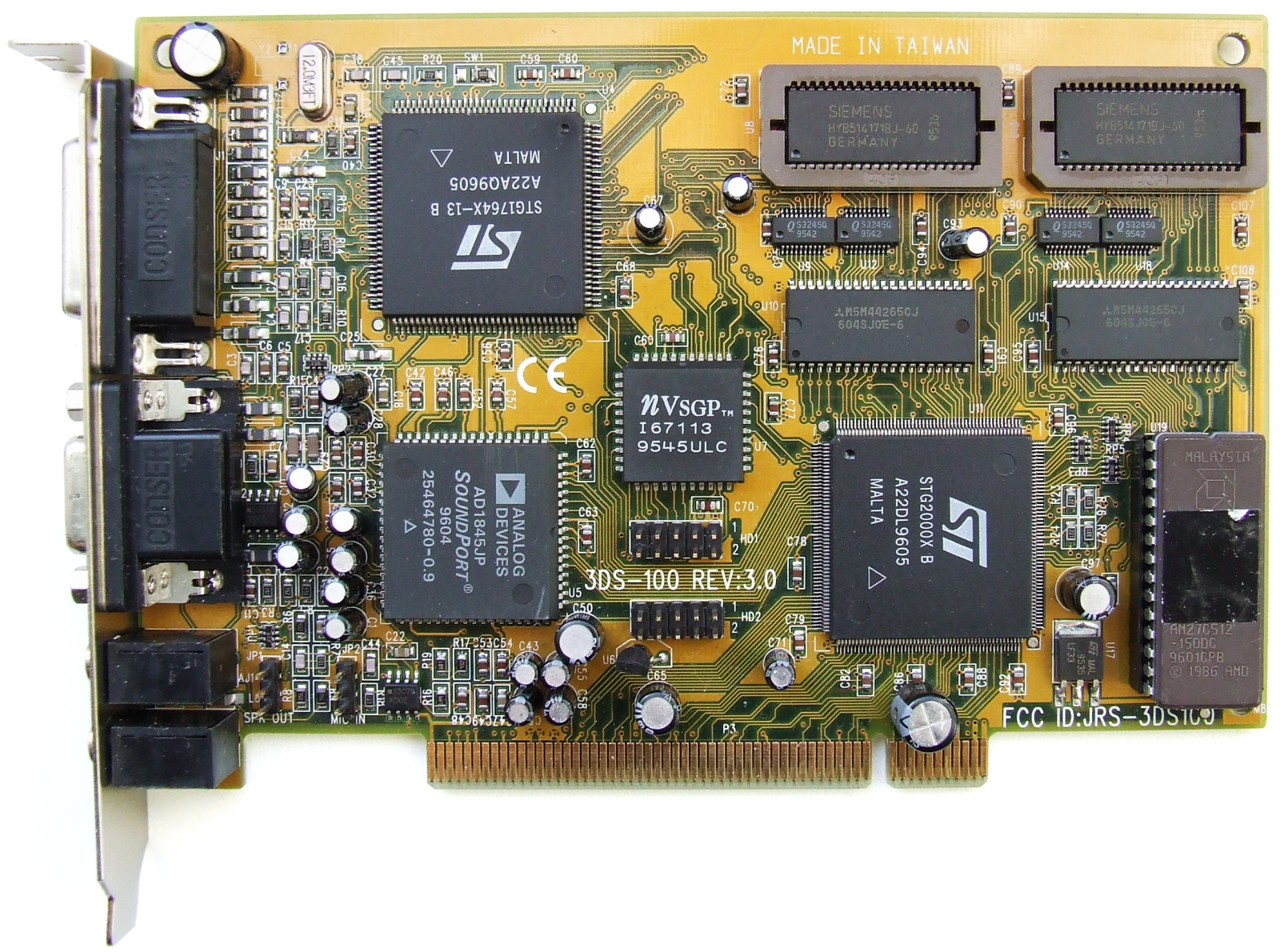
Yuan 3DS-100 Rev. 3 (1+1MB)

Der NV1 von Nvidia, auch bekannt als SGS Thomson STG-2000, war ein 3D-Grafikchip für den PCI-Bus, der bereits 1995 auf den Markt kam und einer der ersten 3D-Beschleuniger war. Häufigster mit diesem Chip ausgestatteter Vertreter auf dem Retailmarkt war die Diamond Edge 3D. Nachfolger des NV1 war die Riva-Familie.

## Technisches
Der Chip nutzte jedoch nicht das übliche Polygonverfahren heutiger Grafikchips, um 3D-Objekte darzustellen, sondern setzte auf so genannte NURBS. Da eine Weiterentwicklung des Prozessors (NV2) auch in einer Sega-Konsole integriert werden sollte, wozu es jedoch nie kam, besaß die mit dem NV1 ausgerüstete Diamond Edge 3D neben einem Sound-Subsystem (Sound-Blaster-kompatibel) noch zwei Anschlüsse für einen Sega Gamecontroller. Die Liste der unterstützten Spiele war letztendlich jedoch recht kurz (alle stammten von Sega, z. B. Virtua Fighter), und die recht „exotische“ NURBS-Technik setzte sich nicht durch.
| Grafik- chip | Fertigung | Fertigung      | Fertigung   | Renderpipelines | API-Support | API-Support | Bus-Schnittstelle |
| Grafik- chip | Pro- zess | Transi- storen | Die- Fläche | Pipes × TMU     | DirectX     | OpenGL      | Bus-Schnittstelle |
| ------------ | --------- | -------------- | ----------- | --------------- | ----------- | ----------- | ----------------- |
| NV1          | 500 nm    | 0,2 Mio.       | 135 mm²     | 1 × 1           | n/a         | n/a         | PCI               |

## Modelldaten
| Modell          | Launch | Grafikprozessor (GPU) | Grafikprozessor (GPU) | Grafikprozessor (GPU) | Grafikspeicher | Grafikspeicher | Grafikspeicher  | Grafikspeicher    | Sonstiges     |
| Modell          | Launch | Typ                   | Takt (MHz)            | Füllrate (MT/s)       | Größe (MB)     | Takt (MHz)     | Typ             | Bandbreite (MB/s) | Sonstiges     |
| --------------- | ------ | --------------------- | --------------------- | --------------------- | -------------- | -------------- | --------------- | ----------------- | ------------- |
| Diamond Edge 3D | 1995   | NV1                   | 12                    | 12                    | 2 / 4          | 12             | FPM DRAM / VRAM | 96                | AV-Wiedergabe |